# 하이스코어
하이스코어(1991년 ~)는 대한민국의 권투 선수, 가수다.

## 방송
- 보이스킹 (2021) - Top68(51위)

## 수상
- 한국권투연맹 KBF 한국 슈퍼라이트급 타이틀매치 챔피언 (2016)
- 한국권투연맹 KBF 전국 신인왕전대회 슈퍼라이트급 신인왕 (2015)
- 제31회 회장배 전국 아마튜어 복싱 대회 69kg 1위 (2010)
- 제20회 대한아마튜어 복싱 연맹 회장배 전국 복싱 대회 69kg 3위 (2009)
- 제40회 전국 아마튜어 복싱 우승권 대회 64kg 2위 (2008)
- 제58회 전국중고대 아마튜어 복싱 선수권 대회 64kg 3위 (2008)
- 제22회 문화체육관광부장관기 전국 체육고등학교 복싱 대회 64kg 3위 (2008)
- 제59회 전국 신인 아마튜어 복싱 선수권 대회 중등부 최우수선수상, 57kg 1위 (2006)

## 음반
- 0Round (2021)
- Make it High (2022)
- OG (2023)
- The Glory (2025)

## 피처링
- Bxddha tech <UFO> (2021)
- Bxddha tech <Sexy> (2021)
- Bxddha tech <안녕,Hi> (2021)
- Bxddha tech <돌주먹> (2021)